# Saint-Lubin-des-Joncherets
Saint-Lubin-des-Joncherets település Franciaországban, Eure-et-Loir megyében. Lakosainak száma 4129 fő (2022. január 1.). Saint-Lubin-des-Joncherets Nonancourt és Dampierre-sur-Avre községekkel határos.

## Népesség
A település népessége az elmúlt években az alábbi módon változott:
| Lakosok száma | 1882 | 3586 | 4403 | 4033 | 4121 | 4042 | 3995 | 4019 | 4041 | 4129 |
|               | 1968 | 1982 | 1990 | 2006 | 2013 | 2015 | 2017 | 2019 | 2020 | 2022 |